# Юрилово
Юрилово (біл. вёска Юрылава) — село (веска) в складі Логойського району розташоване в Мінській області Білорусі, підпорядковане Ізбищенській сільській раді.
Село Юрилово розташоване в центральних районах Білорусі, в північній частині Мінської області - орієнтовне розташування.